# Jutta Freifrau von Droste zu Hülshoff
Jutta Freifrau von Droste zu Hülshoff (* 17. Juni 1926 in Münster; † 23. Dezember 2015 in Billerbeck) war die letzte Privateigentümerin von Burg Hülshoff in Havixbeck, die sie als Stifterin 2012 in die Annette von Droste zu Hülshoff-Stiftung einbrachte.

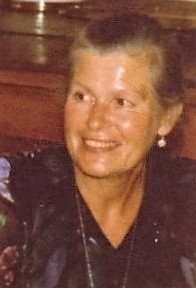
Jutta Freifrau Droste zu Hülshoff 1985

## Abstammung und Leben
Jutta Freiin von Droste zu Hülshoff (sie nannte sich „Freifrau“ auch während ihrer beiden Ehen) war das einzige Kind von Werner Freiherr von Droste zu Hülshoff (1872–1945), dem letzten Stammherrn der Familie auf Gut Hülshoff und den Nebengütern, und seiner zweiten Frau Magda Mobitz (1892–1975). Sie war eine Enkelin von Heinrich von Droste zu Hülshoff, während die übrigen zeitgenössischen Familienmitglieder von dessen jüngstem Bruder Carl Caspar von Droste zu Hülshoff abstammen. Im Unterschied zur sonstigen Familie wurde sie evangelisch getauft. 18-jährig heiratete sie 1944 den Landwirt Helfried Stromberg (1918–1980), mit dem sie einen Sohn und drei Töchter bekam, die den Namen Stromberg führten und von denen ihr Sohn sie nicht überlebte.
Am 19. April 1945, in den letzten Wochen des Zweiten Weltkriegs, starb ihr Vater, so dass sie im Alter von 19 Jahren den Familienbesitz erbte, den sie mit ihrer Mutter und ihrem Mann verwaltete. Nach ihrer Scheidung heiratete sie 1979 den Architekten Herbert Meinert (1921–1986), der nach dem geänderten Familienrecht ihren Namen annahm.
Sie starb am 23. Dezember 2015 in einem Pflegeheim in Billerbeck, die Beisetzung fand am 4. Januar 2016 auf Burg Hülshoff statt.

## Öffentliches Wirken

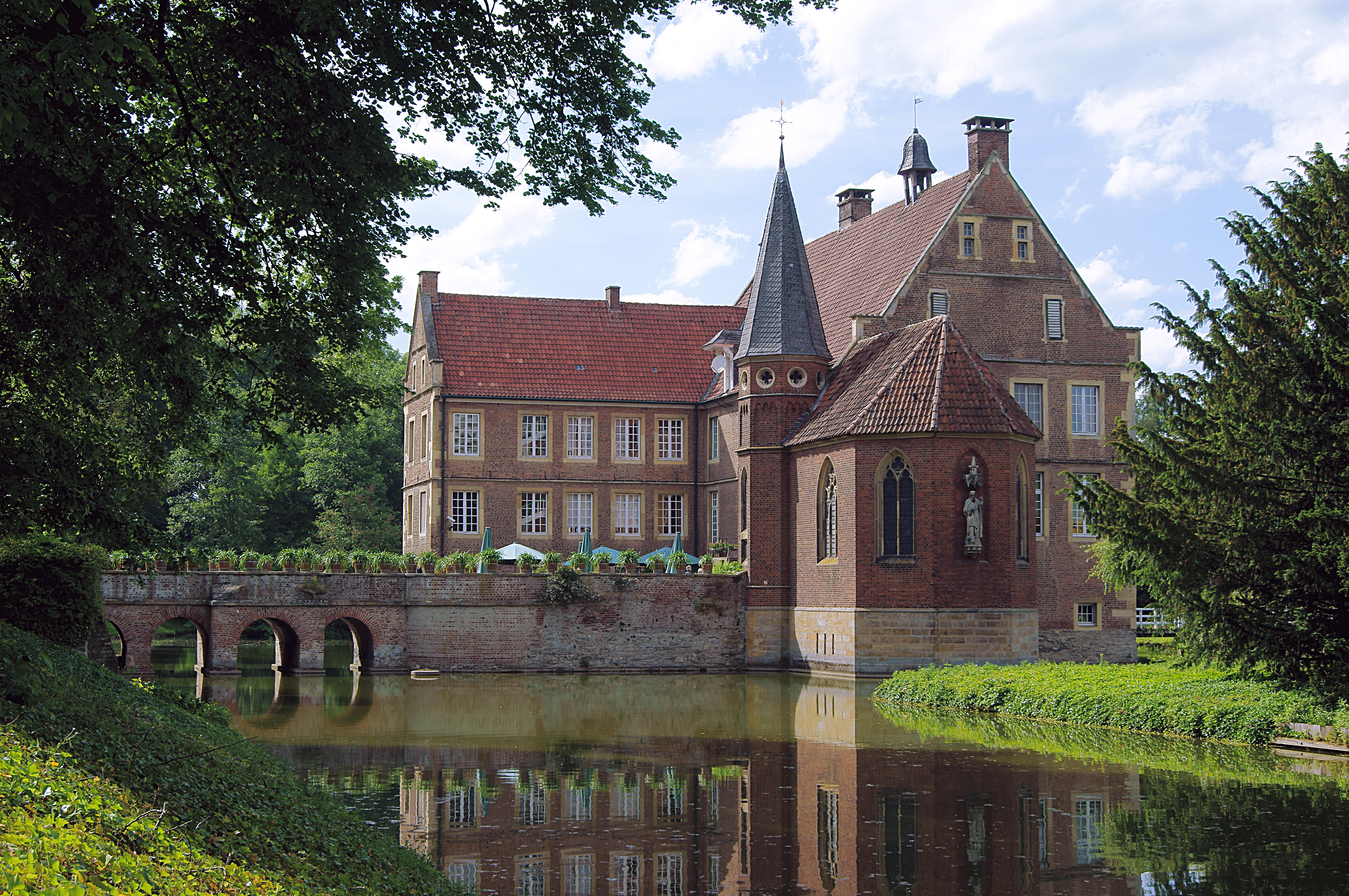
Burg Hülshoff

Jutta von Droste zu Hülshoff gab der Vorburg von Burg Hülshoff mit ihrem zweiten Mann in den siebziger Jahren des 20. Jahrhunderts so breite Gräben, dass man von einer Insellage sprechen kann. Sie richtete das Restaurant neu ein, ließ den Park umzäunen und legte einen Rosengarten sowie eine Liegewiese an. Sie organisierte Führungen und Veranstaltungen auf Burg Hülshoff und engagierte sich u. a. in der Annette von Droste-Gesellschaft. Nach dem Krieg galt Gut Hülshoff zeitweise als landwirtschaftlicher Musterbetrieb, im Laufe der Zeit verkaufte sie große Teile des Gutsbesitzes, darunter 1979 Haus Rüschhaus, das die Stadt Münster erwarb. Mithilfe ihres zweiten Mannes gab sie Park und Wassergräben der Burg die heutige Gestalt. Im Jahr 2012 stiftete sie die Burg Hülshoff, die sich seit fast 600 Jahren im Besitz ihrer Familie befunden hatte, mit der dazugehörigen Bibliothek, Kunst- und Einrichtungsgegenständen sowie die verbliebenen Immobilien, Ländereien, eine Parkanlage sowie das gesamte Sachvermögen als materiellen Grundstock der neuen Annette von Droste zu Hülshoff-Stiftung, die bei Gründung über ein Stiftungskapital in der Größenordnung von über 19 Millionen Euro verfügte. Die von Jutta von Droste zu Hülshoff gestiftete Burg Hülshoff soll durch den Landschaftsverband Westfalen-Lippe (LWL) als Literaturzentrum und Museum ausgebaut werden. Darüber hinaus soll hier die Droste-Forschungsstelle mit einer Spezialbibliothek eingerichtet werden. Das Handschriftenarchiv, gegenwärtig in Münster untergebracht, soll ebenfalls in die Burg Hülshoff umziehen. In einer dritten Ausbaustufe ist seitens des Landschaftsverbandes der Aufbau eines Literaturzentrums Nordrhein-Westfalen in der Burg geplant.
Jutta von Droste zu Hülshoff war als Beirätin der Annette von Droste-Gesellschaft tätig.